# シュリール川を越えて 恐怖の丘へ
『ホラー・オン・ザ・ヒル』（Horror on the Hill）は、1983年にTSR社によってダンジョンズ&ドラゴンズ・ファンタジー・ロールプレイングゲーム用に出版されたモジュールである。製品番号はTSR 9078であった。この32ページの冊子はダグラス・ナイルズによってデザインされ、ジム・ロスロフによるカバーアートを特色としていた。
1986年には『シュリール川を越えて 恐怖の丘へ』（シュリールがわをこえて きょうふのおかへ）というタイトルで日本語版が出版された。

## プロット概要
このシナリオで、プレイヤーキャラクターは迷路のような洞窟に侵入せねばならず、そしてそれはゴブリンとホブゴブリンの軍勢が集結している3階層のダンジョンであることが判明する。
広大な河の河岸に建っている人里離れた砦において、この小さな入植地に覆い被さるように迫っている大きな塊のような丘の征服を計画するために、大胆な冒険者の一団が集う。彼らは、丘はモンスターでいっぱいであり、また邪悪な魔女が1人そこに住まっていると聞く。丘に侵入して戻ってきた者はいないため、噂の真偽は不明である。広大なシュリール河だけが、プレイヤーキャラクターと謎めいた山を隔てている。
一連の洞窟は待ち構えているゴブリンとホブゴブリンいっぱいである。洞窟の最下層には若いレッドドラゴンが横たわっている。河端にそびえる火を吹くような丘を攻略せよ。

## 出版履歴
Horror on the Hillはダグラス・ナイルズによって執筆され、カバーアートはジム・ロスロフ、本文イラストはジム・ホロウェイによって描かれ、32ページの小冊子と外装カバーのセットを1983年にTSRが出版した。
このモジュールはD&Dベーシック・セット用にデザインされた。モジュールには11の地図、3種の新モンスター、作成済みキャラクターがひと揃い準備されている。
1986年、株式会社新和が日本語版を出版した。
このモジュールは後に、1987年の再編集モジュール、B1-9 In Search of Adventureの中で大きな特色となった。

## 追加記事
- Fantasy Gamer誌6号（1984年）で論評された。